# Ти — космос
«Ти — космос» (англ. U Are the Universe) — українська стрічка про космос Павла Острікова з Володимиром Кравчуком у головній ролі. Світова прем'єра відбулася 7 вересня 2024 року у рамках офіційного конкурсу міжнародного кінофестивалю в Торонто.

## Сюжет
Український космічний далекобійник Андрій перевозить ядерні відходи з Землі на супутник Юпітера. Після несподіваного вибуху Землі, уламки якої знищують все навколо, Андрій залишається останньою людиною у Всесвіті. 
Та раптом на звʼязок не виходить француженка Катрін, яка потребує допомоги. Попри відстань та перешкоди, Андрій вирішує врятувати її за будь-яку ціну.

## Акторський склад
- Володимир Кравчук — далекобійник Андрій
- Леонід Попадько — бортовий комп'ютер Максим

## Знімальна група
- Режисери-постановники: Павло Остріков
- Сценаристи: Павло Остріков
- Оператори-постановники: Микита Кузьменко
- Художники-постановники: Владлен Одуденко
- Звукорежисери: Сергій Степанський
- Режисери монтажу: Іван Банніков
- Художники з костюмів: Марія Керо
- Художники із гриму: Марія Пілунська
- Кастинг директори: Алла Самойленко
- Продюсери: Володимир Яценко, Анна Яценко
- Виконавчі продюсери: Олександра Братищенко

## Нагороди
- 2024: Страсбурзький кінофестиваль[en] (Франція) — «Золотий восьминіг»[2][3][4]
- 2024: Страсбурзький кінофестиваль[en] — «Срібний Мельєс»[5][6]
- 2024: FilmFestival Cottbus (Німеччина) — приз за найкращу режисуру[7]
- 2024: Міжнародний кінофестиваль у Салоніках (Греція) — приз за найкращу акторську гру[7]
- 2024: Фестиваль наукової фантастики Science+Fiction Festival (Італія) — найкращий художній фільм[8]